# ژرمانیت
ژرمانیت  (به انگلیسی: Germanite) با فرمول شیمیایی Cu3(GeFe)S4 از مجموعه کانی هاست و از کلمه ژرمانیم (germanium) که در ترکیب آن به عنوان عنصر اصلی وجود دارد. حل شونده در HNO۳, بی ثبات با انکلوزیون Ga,Zn,Fe,Mo برای اولین بار در نامبیا کشف شد و از نظر شکل بلور: بلورهای میکروسکوپی - آگرگات‌های توده ای، رنگ: خاکستری و انعکاس قرمز تیره، شفافیت: کدر(اپاک)، جلا: فلزی، رخ: ندارد، سیستم تبلور: مکعبی و در رده‌بندی سولفور است  و منشأ تشکیل آن هیدروترمال است.
همایند کانی‌شناسی (پارانژ) آن انارژیت - بورنیت- گالن- اسفالریت- تنانتیت است
کاربرد آن: کانی ژرمانیوم، از نظر ژیزمان بلور میکروسکوپی- آگرگات توده‌ای کمیاب است و بیشتر در نامبیا و ارمنستان یافت می‌شود.

## منبع
- پردیس کشاورزی ایران